# William Bernard Huddleston Slater
William Bernard Huddleston Slater (Rotterdam, 5 februari 1882 – Rotterdam, 12 januari 1954) was een Nederlands gynaecoloog, huisarts en schrijver van rooms-katholieke signatuur.
In 1913 won hij de Roman-prijsvraag van het maandblad Boekenschouw onder het pseudoniem Max Hellen.
Het meest bekend werd hij met het boek Ja, ik wil! : levensgeluk in huwelijk en liefde waar in 12 hoofdstukken wordt gepoogd uit te leggen hoe men tot een gelukkig en zalig huwelijk kan komen en dit kan behouden. Voor de tijd van publicatie een vooruitstrevend boek, waar onderwerpen als seks, frigiditeit en echtscheiding niet worden weggemoffeld, maar uitvoerig worden behandeld. Dat het boek destijds populair was blijkt wel uit het feit dat de eerste 5 drukken binnen 2 maanden waren uitverkocht. Uiteindelijk werden er 216.000 exemplaren verkocht.